# Afromynoglenes parkeri
Afromynoglenes parkeri là một loài nhện trong họ Linyphiidae. Loài này được phát hiện ở Ethiopië.